# حسن لنغي بايين (شميل)
حسن لنغي بایین (بالفارسية: حسن لنگی پایین) هي قرية تقع في إيران في قسم شمیل الريفي. يقدر عدد سكانها بـ 957 نسمة بحسب إحصاء 2016.